# خالد الغنيم
خالد صالح الغنيم (1911  - 30 ديسمبر 1990 ) سياسي كويتي، رئيس مجلس الأمة الأسبق خلال الفترة 10 فبراير 1971 حتى 29 أغسطس 1976 وهو أول شخص يترأس مجلس الأمة في دورتين متتاليتين ، وهو والد الوزير السابق عبدالرحمن خالد الغنيم.

## نبذة عن سيرته
افتتح مكتبا تجاريا وسط مدينة الكويت في عام 1956 ، وفي عام 1957 تم تعيينه مديرا عاما لدائرة الأشغال  ، 
ترشح لانتخابات مجلس الأمة الكويتي 1963 وفاز بعضوية المجلس 
وكما ترشح لانتخابات مجلس الأمة الكويتي 1967 وفاز بعضوية المجلس وأنتخب نائباً لرئيس مجلس الأمة خلال الجلسة الأولى للمجلس التي عقدت في 7 فبراير 1967 
وكما ترشح لانتخابات مجلس الأمة الكويتي 1971 وفاز بعضوية المجلس وأنتخب رئيساً لمجلس الأمة خلال الجلسة الأولى للمجلس التي عقدت في 10 فبراير 1971
وكما ترشح لانتخابات مجلس الأمة الكويتي 1975 وفاز بعضوية المجلس وأنتخب رئيساً لمجلس الأمة خلال الجلسة الأولى للمجلس التي عقدت في 11 فبراير 1975 وشغل المنصب حتى حل المجلس في 29 أغسطس 1976.

## أماكن سميت باسمه
تم وضع حجر الأساس لمركز خالد صالح الغنيم التخصصي في 29 يونيو 2003 من قبل وزير الصحة محمد أحمد الجار الله ، الذي افتتح في 25 ابريل 2007 في منطقة القادسية من قبل الشيخ ناصر المحمد الأحمد الصباح رئيس مجلس الوزراء.